# Downtown Filmes
Downtown Películas es una empresa brasileña de distribución y producción cinematográfica. La empresa fue fundada en 2006 y dirigida por Bruno Wainer que, cuando dirigía a Lumière Brasil, fue responsable por los trámites de distribución de películas como Olga, Los Normales, Central de Brasil y Ciudad de Dios. Entre sus películas más famosas, están Lula, el hijo de Brasil.